# ديفيد سنو (ملحن)
ديفيد سنو (بالإنجليزية: David Snow)‏ هو ملحن أمريكي، ولد في 8 أكتوبر 1954 في بروفيدنس في الولايات المتحدة.